# Stemma di Sant'Elena

Stemma di Sant'Elena

Lo stemma di Sant'Elena è stato adottato dall'isola nel 1984. 
Lo stemma è a forma di scudo: la parte superiore, che corrisponde a un terzo del totale, ha sfondo giallo e mostra il corriere di Sant'Elena, ossia l'uccello nazionale; la parte inferiore, che costituisce i due terzi dello stemma, raffigura una scena costiera dell'isola con un veliero con tre alberi e la costa montuosa dell'isola sulla sinistra. Tale scena costiera è tratta dal sigillo coloniale. Sul veliero vi è la bandiera dell'Inghilterra.
Il motto è Leale e ferma. Lo stemma completo include, sopra lo scudo, una donna con una croce e un fiore, ossia Sant'Elena di Costantinopoli.
La moneta da due sterline locali e la bandiera di Sant'Elena e la bandiera del Governatore di Sant'Elena hanno lo stemma.